# Lars Christensen
Lars Christensen (Sandar, 6 de abril de 1884 – Nova Iorque, 10 de dezembro de 1965) foi um armador e magnata da baleação norueguês. Christensen financiou diversas expedições para a Antártida a partir de 1926, tendo participado de quatro delas. Essas expedições resultaram na anexação da Ilha Bouvet, em 1927, da Ilha de Pedro I, em 1929, e da Terra da Rainha Maud, em 1939. A Costa de Lars Christensen e o Pico Lars Christensen são nomeados em sua homenagem. Durante a Segunda Guerra Mundial, Christensen foi conselheiro de finanças na Embaixada Real Norueguesa em Washington, D.C.